# زیست‌بوم استارتاپ
یک زیست‌بوم استارتاپ توسط افرادی در استارتاپ‌ها در مراحل مختلف آن‌ها و انواع مختلف سازمان‌ها در یک مکان (فیزیکی یا مجازی) تشکیل می‌شود که به‌عنوان یک سامانه برای ایجاد و توسعه شرکت‌های استارتاپی جدید در تعامل هستند. این سازمان‌ها را می‌توان به دسته‌هایی مانند دانشگاه‌ها، سازمان‌های تأمین مالی، سازمان‌های حمایتی (مانند مراکز رشد، شتاب‌دهنده‌ها، فضاهای کار اشتراکی و غیره)، سازمان‌های تحقیقاتی، سازمان‌های ارائه‌دهنده خدمات (مانند خدمات حقوقی، مالی و غیره) و شرکت‌های بزرگ تقسیم کرد. دولت‌های محلی و سازمان‌های دولتی مانند ادارات بازرگانی/صنعت/توسعه اقتصادی نیز نقش مهمی در یک زیست‌بوم استارتاپ ایفا می‌کنند. سازمان‌های مختلف معمولاً بر بخش‌های خاصی از عملکرد زیست‌بوم و استارتاپ‌ها در مرحله(های) توسعه خاص خود تمرکز می‌کنند.
زیست‌بوم‌های استارتاپ نوظهور بیشتر با به‌کارگیری معیارهای ملموسی مانند محصولات جدید، ثبت اختراعات و بودجه سرمایه‌گذاری خطرپذیر ارزیابی می‌شوند. با این حال، هانیگان و همکاران (۲۰۲۲) استدلال می‌کنند که درک این زیست‌بوم‌ها مستلزم درنظر گرفتن عوامل فرهنگی در کنار عوامل مادی است. آن‌ها تأکید می‌کنند که عناصر فرهنگی، مانند مشارکت اجتماعی و ارزش‌های مشترک، نقش حیاتی در رشد و موفقیت زیست‌بوم‌های نوپای استارتاپ ایفا می‌کنند. با درنظر گرفتن هر دو دیدگاه فرهنگی و مادی، سیاست‌گذاران می‌توانند انگیزه‌ها و مقررات بهتری را برای تقویت رشد اقتصادی و نوآوری در این زیست‌بوم‌ها طراحی کنند. این رویکرد نشان می‌دهد که ایجاد زیرساخت‌های فرهنگی به اندازه حمایت مالی و فنی در توسعه محیط‌های کارآفرینی پررونق اهمیت دارد.

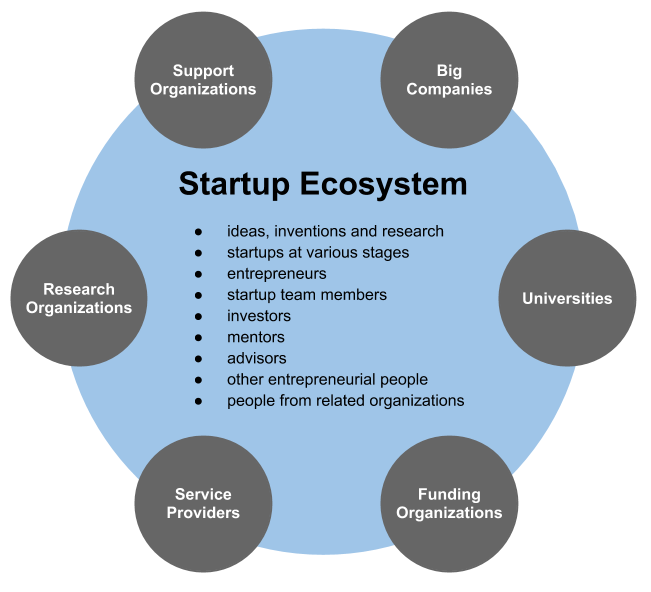
زیست‌بوم استارتاپ

سیلیکون ولی، نیویورک، سنگاپور و تل‌آویو نمونه‌هایی از زیست‌بوم‌های جهانی استارتاپی به‌شمار می‌روند.

## رتبه‌بندی و زیست‌بوم‌های جهانی استارتاپ
شهرها و قطب‌های بسیاری به‌عنوان زیست‌بوم‌های جهانی استارتاپ توصیف شده‌اند. Startup Genome سالانه رتبه‌بندی زیست‌بوم‌های جهانی استارتاپ را منتشر می‌کند. این مطالعه سالانه گزارش‌هایی از رتبه‌بندی ۴۰ مرکز برتر استارتاپی جهان ارائه می‌دهد. علاوه‌بر این، StartupBlink، سالانه شاخص رتبه‌بندی زیست‌بوم‌های استارتاپ جهانی را منتشر می‌کند که بیش از ۱۰۰۰ شهر در سراسر جهان ارزیابی می‌شوند.